# Schistidium maoricum
Schistidium maoricum là một loài Rêu trong họ Grimmiaceae. Loài này được (Paris) Ochyra mô tả khoa học đầu tiên năm 1998.